# Sibia
Sibia är ett fågelsläkte i familjen fnittertrastar inom ordningen tättingar. Släktet omfattar fyra arter som förekommer i Asien från Nepal till Taiwan och Vietnam:
- Himalayabandvinge (Sibia nipalensis)
- Taiwanbandvinge (Sibia morrisoniana)
- Brunstreckad bandvinge (Sibia waldeni)
- Svartstreckad bandvinge (Sibia souliei)

Släktet inkluderas traditionellt i Actinodura, men DNA-studier visar att det släktet är parafyletiskt gentemot Chrysominla och Siva. Vissa taxonomiska auktoriteter har därför delat upp det i två och fört de mest avlägsna släktingarna i gruppen till Sibia. De båda tongivande internationella auktoriteterna International Ornithological Congress och Clements m.fl. inkluderar alla släkten i Actinodura. Notera förväxlingsrisken med sibiorna i Heterophasia.